# Rocca Viscontea (Urgnano)
La rocca viscontea o castello di Urgnano e rocca Albani è un'antica struttura militare documentata già nel 1016 nel centro storico del comune di Urgnano in provincia di Bergamo, diventando la sua principale caratteristica, e dal 1953 di proprietà dell'amministrazione comunale.

## Storia

### Il periodo visconteo
La citazione della presenza di un castello sul territorio di Urgnano risulta inserita in una pergamena dell'8 maggio 1016 conservata presso l'archivio della Biblioteca civica Angelo Mai di Bergamo, che registra la vendita di un terreno posto nelle vicinanze di un castro, ma non lo identifica, anzi in considerazione degli eventi storici con Federico Barbarossa che aveva devastato tutte le dimore fortificate del territorio nel 1186, probabilmente anche questo subì la medesima sorte; è del 1354 la conferma della presenza di un castello citato nel Consiglio dei Dieci di Bergamo in una lettera dell'arcivescovo, nonché signore di Milano Giovanni Visconti, che ne ordinava la ristrutturazione e conseguente ampliamento. La sua posizione tra due importanti vie di collegamento: la strada Francesca, che collegava Milano a Brescia, e la strada Cremasca, che collegava Bergamo a Crema la rendeva importante luogo di interesse ma anche soggetta a continui atti vandalici.
Giovanni nipote di Matteo Visconti che aveva occupato la città di Bergamo nel 1315, volle che la città fosse governata da un podestà e ordinò migliorie su molte località del territorio. La sua ordinanza di consolidate il castello di Urgnano conferma la sua precedente presenza:
(Lettera di Giovanni Visconti al Consiglio dei Dieci)
A Giovanni succedette Bernabò Visconti che fece ultimare i lavori di costruzione del fabbricato. Il maniero si presentava a pianta quadrata, completamente in cotto come era uso nei castelli viscontei. Vi pose una guarnigione armigera e forse ne fece la sua momentanea dimora nel gennaio del 1360. Questa presenza fu conseguente a un evento religioso avvenuto nel 1356 nelle vicinanze nella località Basella, dove apparve la Madonna a una giovane, diventando luogo di fede e di pellegrinaggio, a cui i Visconti non furono immuni, contribuendo anche economicamente all'edificazione del santuario. Il territorio soffriva molto la diatriba guelfo ghibellina che distruggeva molte località della bassa bergamasca, a riparo del castello Bernabò fece scavare un fossato, che circondasse le mura in mattoni del maniero. Nei primi anni del Quattrocento, la cittadina di Urgnano era difesa non solo dal castello ma anche dalla cinta muraria, come testimoniato nella battaglia che il 5 agosto 1403 vide scontrarsi Giovanni del fu Guelmo de Savordi con Pandolfo Malatesta. Le mura furono probabilmente distrutte e ricostruite più volte, considerato le numerose battaglie e atti vandalici che erano succeduti sul territorio di Urgnano.
Nel 1405 il maniero tornò in mano ai Visconti nella figura di Giovanni Piccinino Visconti, che lo riconquistò grazie all'aiuto dal Malatesta, ma allontanatosi da Urgnano, il maniero fu attaccato e espugnato da Facino Cane al soldo di Giovanni Maria Visconti, ma il territorio risultava essere molto ostile per la popolazione a causa delle continue incursioni dei diversi eserciti, e la rocca doveva essere maggiormente fortificata, mentre tutto il borgo era circondato da doppie mura. Nel 1428 Urgnano, come tutto il territorio di Bergamo, divenne parte della Repubblica di Venezia, a seguito della pace di Ferrara del 19 aprile che sanciva i nuovi territori del ducato di Milano e di terra della repubblica veneziana.
La nuova dominazione volle da subito ristrutturare la rocca che a causa delle numerose battaglie presentava molti danni. Il 9 settembre 1433 iniziarono i lavori di ristrutturazione. Le mura furono ricostruite secondo le necessità del periodo che vedeva l'uso di armi differenti, molto più invasive e distruttive. Il mastio rinascimentale si presenta quindi molto diverso da quello originale, con il piano terra dedicato all'esercito e la parte superiore, piano nobile, all'abitazione dei castellati. Ma la pace fu violata dai Visconti che con Niccolò Piccinino attaccarono la rocca. Questi vollero conquistare anche Bergamo ma Bartolomeo Colleoni con i suoi 300 fanti li fermò il 19 novembre 1437, dopo aver distrutto via Pignolo e raggiunto il monastero agostiniano

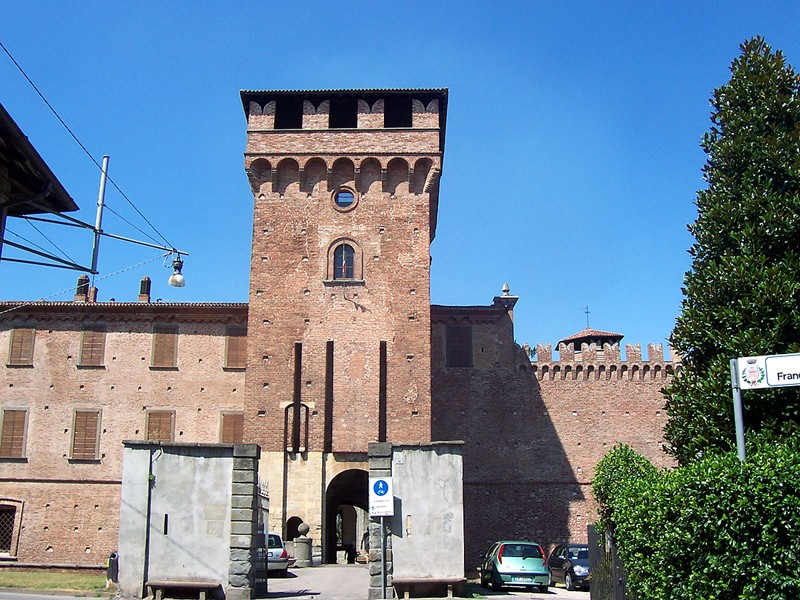
L'ingresso con la torre

### Il periodo colleonesco
Nel 1454 il castello divenne proprietà di Bartolomeo Colleoni, che vi firmò il 12 febbraio 1454, la convenzione con gli abitanti della val Brembana.
(Giuseppe Ronchetti)
Questo castello si aggiunse così a quelli di sua proprietà a Romano di Lombardia, Malpaga, Cologno, e Martinengo. Colleoni fece eseguire lavori di ammodernamento in ogni castello, e anche alla rocca di Urgnano che vendette al suo segretario Abbondio Longhi. Il castello conserva numerose testimonianze della presenza del Longhi, che fece, infatti, dipingere il suo stemma raffigurante un “grifone alato rosso con delle parallele trasversali bianche”, e quello della moglie della famiglia Cucchi “Un tronco con due uccelletti” così come quello del Colleoni, sicuramente suo benefattore. Alla morte di Abbondio Longhi, la proprietà passò al figlio Marc'Antonio e successivamente alle nipoti Teodora e Laura. Queste stipularono un atto di divisione della proprietà, atto che risulta essere stato rogato in una sala voltata, che non è più presente, forse la più importante del castello, stanza che ospitò nel 1550, quello che poi divenne papa Pio V.
La presenza di Leonardo da Vinci nel 1483, ospite al castello, non ha documentazione scritta, ma potrebbe essere verosimile essendo in quell'anno la proprietà in mano a Ludovico il Moro, il quale potrebbe aver invitato il da Vinci per la realizzazione di un progetto che migliorasse il sistema difensivo della struttura. Il dipinto ospitato nella parte superiore dello scalone, secondo lo storico Sergio Pagiaro, presenta caratteristiche riconducibili ad alcuni dipinti dell'artista.

### Il periodo Albani
Il castello ereditato dalla figlia di Marc'Antonio Longhi: Teodora, venne venduto nel 1539 con tutti i terreni e fabbricati pertinenti dalla stessa Longhi, per una cifra di 10.000 scudi d'oro a Giovanni Gerolamo Albani, marito della sorella Tepdpra con atto del 23 settembre firmato dai mariti delle due sorelle: Giovanni Gerolamo Albani e Pietro Francesco Visconti, diventando di proprietà della famiglia Albani, tra le più importanti di Bergamo. Con i nuovi proprietari la struttura subì una grande ricostruzione con l'aggiunta di nuove stanze. Il castello ospitò papa Pio V nel 1550 quando dovette fuggire da Bergamo, dove era ospitato presso il convento domenicano di Santo Stefano, dopo che aveva subito un'aggressione durante la sua inquisizione su Vittore Soranzo e altri personaggi accusati di eresia.
Nel castello l'11 settembre 1550 fu firmato l'atto dotale di Lucia Albani poetessa e figlia di Giovanni Gerolamo, che andò in sposa a Faustino Avogadro spostandosi a Brescia.
La rocca passò ai discendenti Albani, tra questi sicuramente il padre di Giovanni Domenico di cui si conserva una statua posta sulla prima rampa di scale, con la base che presenta la scritta “GIO DOM. ALBANI”, personaggio che era morto a soli 28 anni in una battaglia contro i Turchi, mentre era a servizio della Repubblica di Venezia, e proprio a sostegno morale del padre, Ferdinando III d'Asburgo fece visita alla rocca. La rocca divenne poi per secoli la residenza estiva dei discendenti la famiglia che preferiva vivere la vita cittadina, anche se ebbero molte cariche pubbliche a Urgnano. 
Nel Settecento, il castello fu oggetto di una massiccia ristrutturazione che lo trasformò in un palazzo signorile.
Nel 1842 Venceslao Albani detto “Albanù”, fece eseguire al maniero lavori di ammodernamento con la creazione di un giardino botanico, nonché lavori alla rocca stessa, con opere scultoree di Giovanni Maria Benzoni. Egli fu un personaggio importante non solo per Ugnano, divenne infatti podestà di Bergamo nonché conte Palatino Ciambellano di S.M.I.R.A. e cavaliere della corona ferrea di San Ludovico di Lucca. A lui si deve la creazione della stazione di Bergamo e il viale Roma, la tratta ferroviaria Treviglio–Bergamo, e un istituto finanziario, ma trovandosi a servizio dell'impero Asburgico quando questi persero la guerra e si ritirarono dalla città orobica, il povero Albanù fu dichiarato fallito, e molti dei suoi beni sequestrati

I beni della famiglia Albani, compreso la rocca, furono acquistati all'asta dalla famiglia Fuzier. L'atto fu reso noto dalla Gazzetta provinciale di Bergamo il 9 aprile 1896.
(Gazzetta ufficiale di Bergamo 9 aprile 1896)
Nel ventennio successivo la proprietà passò a Lamberto Sala che fece lavori di riordino dell'insieme architettonico, e successivamente a Maddalena Donà delle Rose, e successivamente a Gagliardi Bice in Gelmini che ne fece la sua dimora estiva. Alcuni vani furono occupati dalle truppe tedesche durante la seconda guerra mondiale, e dopo la liberazione alcuni furono adibiti ad aule scolastiche. Il 1º novembre 1953 l'amministrazione decise di acquistare il castello al prezzo di 17 milioni di lire.
Dagli anni '80 del XX secolo il castello è sede di importanti rappresentazioni culturali e folcloristiche.

## Descrizione
Il mastio si presenta nella forma conseguente al restauro del Settecento, completamente in cotto, con merli a coda di rondine e beccatelli intorno alle torri e alle mura. Due sono le entrate principali complete di torri trecentesche che erano dotate di ponte levatoio, di cui restano a testimonianza le sedi dei bolzoni e le spallette all'esterno che fermavano la discesa del ponte. Laterali delle quattro torrette presenti solo una quella posta a nord/est, che si presenta di forma differente, fa parte della struttura originaria. A una torretta, che si sviluppa su tre piani e che conserva affreschi con scene di battaglie e armi, si accede attraverso una scala a chiocciola. 
La struttura si sviluppa con il lato a ovest con il corpo di fabbrica a forma di C, adibito a residenza privata, mentre il lato a nord è chiuso dalle mura merlate. Il viale ospita statue di gnomi grottesche come era usanza nel Settecento. Le sale del castello si presentano completamente prive di arredi.
Un corridoio trincerato, cinque metri di livello inferiore, collega con il giardino pensile interno. Dall'androne posto sul lato meridionale si accede a uno scalone che conserva la statua di Giovanni Domenico Albani.